# والتر سيكيرت
والتر ريتشارد سيكيرت (31 مايو 1860 - 22 يناير 1942) رسام وطبّاع بريطاني، ألماني المولد، وعضو في مجموعة كامدن تاون التي تضم فناني ما بعد الانطباعية في لندن في أوائل القرن العشرين. كان له تأثير مهم على الأساليب البريطانية المميزة للفن الطليعي في منتصف القرن العشرين وأواخره. كان سيكيرت كوزموبوليتانيًّا غريب الأطوار، وغالبًا ما فضّل الناس العاديين والمشاهد الحضرية كمواضيع لأعماله التي تضمنت بورتريهات لشخصيات معروفة وصورًا من الصحافة. يُعد شخصية بارزة في الانتقال من الانطباعية إلى الحداثة.
افترض العديد من الأدباء والباحثين بعد عقود من وفاته، أنه ربما هو القاتل المتسلسل المقيم في لندن والمعروف باسم جاك السفاح، إلا أن هذا الادعاء رُفض إلى حد كبير منذ ذلك الحين.

## تدريبه ومسيرته المهنية المبكرة
ولد سيكيرت في ميونيخ، مملكة بافاريا، في 31 مايو من عام 1860، وهو الابن الأكبر للفنان الدنماركي أوسڤالد سيكيرت، وزوجته الإنجليزية إليانور لويزا هنري، الابنة غير الشرعية لعالِم الفلك ريتشارد شيبشانكس. استقرت العائلة في إنجلترا بعد الضم الألماني لمنطقة شليسفيغ هولشتاين في عام 1868، وهناك أوصت فغايهيرين ريبيكا فون كروسر بعمل أوسڤالد إلى رالف نيكلسون ورنوم، الذي كان أمين المعرض الوطني في لندن في ذلك الوقت. استقرت العائلة في النهاية في لندن وحصلت على الجنسية البريطانية. أُرسل سيكيرت الشاب إلى مدرسة الكلية الجامعية من عام 1870 وحتى عام 1871، قبل أن ينتقل إلى مدرسة كلية الملك، حيث درس فيها حتى سن الثامنة عشرة. على الرغم من أنه كان ابنًا وحفيدًا لرسامين، إلا أنه سعى في البداية كي يعمل ممثلًا؛ ظهر في أدوار صغيرة مع شركة السير هنري إيرفينغ، قبل أن يبدأ دراسة الفن في عام 1881. بعد أقل من عام من التحاقه بمدرسة سليد للفنون الجميلة، غادر سيكيرت ليصبح تلميذًا في التنميش لجيمس أبوت مكنيل ويسلر ومساعدًا له. كانت أولى لوحاته عبارة عن نماذج صغيرة مظلَّلة للطبيعة، نفذها بتقنية الرسم المباشر أسوةً بويسلر.
سافر سيكيرت إلى باريس في عام 1883 والتقى بالرسام والنحات إدغار ديغا. أثّر استخدام ديغا للمساحة التصويرية وتركيزه على الشكل، في عمل سيكيرت تأثيرًا قويًا. «قدم ديغا المعادِل الفني الموازن لما قدمه ويسلر، وتبيّن في النهاية أنه الأكثر أهمية في تطوّر سيكيرت». طوّر سيكيرت نسخة خاصة به من أسلوب الانطباعية، مفضّلًا الألوان القاتمة، ورسم في الاستوديو بناءً على نصيحة ديغا، معتمدًا على اللوحات والذاكرة هربًا من «سطوة الطبيعة». انضم سيكيرت إلى نادي الفن الإنجليزي الجديد في عام 1888، الذي يضم مجموعة من الفنانين الواقعيين المتأثرين بالفن الفرنسي. يعود تاريخ الأعمال الرئيسة الأولى لسيكيرت إلى أواخر ثمانينيات القرن التاسع عشر، وكانت عبارة عن تصوير لمشاهد من قاعات الموسيقا في لندن. إحدى اللوحتين اللتين عرضهما سيكيرت في نادي الفن الإنجليزي الجديد في أبريل من عام 1888، هي لوحة كاتي لورانس في غاتي، وجسدت اللوحة بورتريه لمغنية معروفة في قاعة الموسيقا في ذلك العصر، وأثارت جدلًا «أكثر من أي لوحة أخرى تحيط بالرسم الإنجليزي في أواخر القرن التاسع عشر». استُنكر فن سيكيرت باعتباره قبيحًا ومبتذلًا، واستُهجن اختياره للموضوع بوصفه متدنٍّ للغاية بالنسبة للفن، إذ نُظر إلى العارضات الإناث عمومًا على أنهن أقرب إلى البغايا من الناحية الأخلاقية. كشف الرسم الذي قدمه سيكيرت عن اهتمامه المتكرر بالموضوعات المثيرة جنسيًا.
أمضى سيكيرت في أواخر ثمانينيات القرن التاسع عشر معظم وقته في فرنسا، وخاصة في دييب التي زارها لأول مرة في منتصف عام 1885، حيث تعيش عشيقته وربما ابنه غير الشرعي. وبدأ خلال هذه الفترة في كتابة النقد الفني لجهات نشر مختلفة، من بينها صحيفة «الزوبعة» العائدة لهربرت فيفيان وستيوارت ريتشارد إرسكين. زار سيكيرت البندقية عددًا من المرات بين عامي 1894 و1904، مركزًّا في البداية على تضاريس المدينة؛ اضطر خلال رحلة الرسم الأخيرة له بين عامي 1903 و1904 إلى البقاء في المنزل بسبب الطقس العاصف، فطوّر أسلوبًا مميزًا في رسم اللوحة متعددة الأشكال التي استكشفها بشكل أعمق بعد عودته إلى بريطانيا. يُعتقد أن العديد من العارضات الفينيسيات في اللوحات كنّ عاهرات، وربما كان سيكيرت على معرفة بهنّ لكونه زبونًا.
كان افتتان سيكيرت بالثقافة الحضرية سببًا في تملّكه استوديوهات ضمن أحياء الطبقة العاملة في لندن، أولًا في كمبرلاند ماركت في تسعينيات القرن التاسع عشر، ثم في كامدن تاون في عام 1905. شهد هذا المكان الأخير حدثًا، من شأنه أن يضمن مكانة سيكيرت البارزة في الحركة الواقعية في بريطانيا. في الحادي عشر من سبتمبر من عام 1907، قُتلت إميلي ديموك، وهي عاهرة كانت تخون شريكها في منزلها في آغار غروف (آنذاك شارع سانت بول)، كامدن. وبعد الجِماع، شقَّ الرجل حلقها بينما كانت نائمة وغادر في الصباح. أصبحت جريمة قتل كامدن تاون مصدرًا مستمرًا للنزعة الشهوانية في الصحافة. استمر سيكيرت لعدة سنوات في رسم نساء عاريات كئيبات ممددات على الأسرّة، متحديًا عن عمد، النهج التقليدي للرسم الحياتي - «يمثّل المَدّ الحديث لتلك اللوحات الخالية من المعنى التي بجلّها سيكيرت بأن أطلق عليها تسمية «العُريّ»، إفلاسًا فنيًا وفكريًا» - معطيًا أربعًا من اللوحات، واحدة من بينها تتضمن شخصية ذكورية، عنوان (جريمة قتل مدينة كامدن)، مثيرًا الجدل وملقيًا مزيدًا من الاهتمام على عمله. مع ذلك، لا تُظهر هذه اللوحات عنفًا، بل تفكّرًا حزينًا، وهذا ما يفسر حقيقة أن ثلاثًا منها عُرضت في الأصل بعناوين مختلفة تمامًا، واحدة بعنوان أكثر ملاءمة هي «ماذا سنفعل من أجل الإيجار؟»، والأولى في السلسلة بعنوان، «بعد ظهرٍ صيفي».
في حين أن المعالجة التصويرية للأعمال قد ألهمت المقارنة مع الانطباعية، واقترح الأسلوب العاطفي سردًا أقرب إلى الرسم النوعي، تحديدًا لوحة الدخيل لديغا، إلا أن الواقعية التوثيقية للوحات كامدن تاون كانت غير مسبوقة في الفن البريطاني. رُسمت هذه الأعمال وغيرها بأسلوب الإمباستو الثقيل وبنطاق لوني ضيق. تكشف أشهر أعمال سيكيرت، Ennui (نحو عام 1913)، عن اهتمامه بأنواع السرد الفيكتوري. يصوّر التركيب الفني الموجود في خمس نسخ مرسومة على الأقل، والمحوَّل أيضًا إلى نقش، زوجين في مساحة داخلية قذرة يحدقان بتجرّد في الفضاء الفارغ، كما لو أنه لم يعد بإمكانهما التواصل مع بعضهما.
دافع سيكيرت قبل وقوع الحرب العالمية الأولى مباشرة، عن الفنانين الطليعيين لوسيان بيسارو وجاكوب إبستين وأوغسطس جون وويندهام لويس، وأسس مع فنانين آخرين في الوقت نفسه، مجموعة كامدن تاون للرسامين البريطانيين، التي سميت على اسم المنطقة التي كان يعيش فيها في لندن. اجتمعت هذه المجموعة بشكل غير رسمي منذ عام 1905، لكنها أُسست رسميًا في عام 1911. وتأثرت بما بعد الانطباعية والتعبيرية، وركزت على مشاهد حياة الضواحي الكئيبة في كثير من الأحيان؛ قال سيكيرت نفسه إنه يفضل المطبخ على غرفة الرسم كمشهدٍ للوحات.
كان سيكيرت مدرّسًا مؤثرًا في مدرسة وستمنستر للفنون منذ عام 1908 وحتى عام 1912، ومرة أخرى منذ عام 1915 وحتى عام 1918، وكان كل من ديفيد بومبيرج، وفينديلا بوريل، وماري جودوين، وجون دومان تورنر من بين طلابه. أسس سيكيرت مدرسة خاصة للفنون، رولاندسون هاوس، في هامبستيد رود في عام 1910، واستمرت حتى عام 1914؛ كانت الرسامة سيلفيا جوس خلال معظم تلك المدة، المدير المشارك والداعم المالي الرئيس له، وهي إحدى طالباته السابقات. أسس أيضًا ولمدة وجيزة مدرسة للفنون في مانشستر، وكان من بين طلابه هاري رذرفورد.